# Archivpädagogik
Archivpädagogik kann als eine „Bereichspädagogik der Allgemeinen Pädagogik“ betrachtet werden und umfasst alle pädagogischen Maßnahmen, die Menschen den Zugang zu und die Nutzung von Archiven ermöglichen oder erleichtern können. Die Öffentlichkeitsarbeit ist neben der Sammlung, Verwaltung und Aufbereitung von Archivalien eine der Hauptaufgaben eines Archivs. Bibliotheken haben sich seit Jahrzehnten als Bildungseinrichtungen etabliert, während die Bildungseinrichtung „Archiv“ weitgehend unbekannt ist und daher auch kaum von der Allgemeinheit im vergleichbaren Ausmaß genutzt wird. Mit dem Anspruch einer Informationsgesellschaft an fundierte und authentische Informationen steigt sowohl das Interesse an Archiven als Wissens- und Informationsspeicher, als auch der Bedarf an Fertigkeiten und Fähigkeiten der potentiellen Nutzer, diese Speicher auch entsprechend nutzen zu können. Ziel der Archivpädagogik ist es, Lehrern und Schülern Einblick in die Geschichte der eigenen Lebenswelt zu vermitteln und eigenständiges forschendes Lernen zu fördern. Zusammenhänge zwischen der in dem in der Schule vermittelten theoretischen Lernstoff und den Ereignissen der ausgesuchten Zeitspanne in der eigenen Region werden „begreifbar“ gemacht.
Zur Grundlegung eines archivdidaktischen Konzeptes ist zunächst eine Diagnose des archivischen Selbstverständnisses notwendig und die Festlegung auf ein zeitgemäßes Leitbild. In der Literatur sind sich die meisten Autoren darin einig, dass sich die Archive in den letzten 20 Jahren von einem „Gedächtnis der Behörden“ zu einem „Gedächtnis der Gesellschaft“ mit kultur-, informations- und bildungspolitischen Auftrag weiterentwickelt haben.
Der Einzug neuer Technologien wie die Digitalisierung von Archivalien, elektronische Speicherung und Verwaltung oder der multimediale Zugang verändern dabei sowohl die Archive als auch den Umgang der Benutzer mit den Archiven, die leichter zugänglich geworden sind und ohne Gefährdung der Originale genutzt werden können und daher auch für die Nutzung durch neue Personenkreise zugänglich gemacht werden können. Daraus resultiert nicht zuletzt auch die Ausweitung an archivpädagogischem Bedarf und die Zunahme an entsprechenden didaktischen Möglichkeiten und Angeboten.

## Archivdidaktik
Didaktische Angebote der Archivpädagogik sind unter anderem: 
- Archivführungen
- Vorträge und Seminare
- Workshops und Tagungen[7]
- Facharbeiten[1]
- Arbeitskreis „Archiv und Schule“
- Fortbildungen
- Kreativangebote und Ferienspiele
- Projekte[8] und Veranstaltungen
  - Schülerwettbewerb zur Stadtgeschichte
  - Ost-West-Begegnungsgeschichte
  - Kindermusical zur Schlossgeschichte
  - Werkstattausstellung
  - Fotowettbewerb „Vision of Kids“
  - Tag der offenen Tür